# Histona acetiltransferasa
Las histona acetiltransferasas (o HAT) son enzimas que acetilan residuos conservados de lisina en las histonas por transferencia de un grupo acetilo desde una molécula de acetil-CoA, para formar ε-N-acetil lisina. 
En general, la acetilación de histonas se encuentra relacionada con el proceso de activación transcripcional asociado a la eucromatina. Cuando fue descubierto por primera vez, se creía que la acetilación de los residuos de lisina neutralizaban la carga positiva intrínseca, reduciendo de este modo la afinidad entre las histonas y el ADN (que se encuentra cargado negativamente), lo cual permitía una mayor accesibilidad de los factores de transcripción al ADN. Estudios más recientes han mostrado que la acetilación de lisinas (y otras modificaciones postraduccionales de las histonas) generan sitios de unión para dominios de interacción proteína-proteína específicos, tales como el bromodominio de unión a acetil-lisina.

## Ejemplos
Entre las enzimas humanas que poseen actividad histona acetiltransferasa cabe destacar las siguientes:
- CREBBP, CDY1, CDY2, CDYL1, CLOCK
- ELP3, EP300
- HAT1
- KAT2A, PCAF, KAT5
- MYST1, MYST2, MYST3, MYST4
- NCOA1, NCOA3, NCOAT
- GTF3C4

## Interacción con histona deacetilasas
Las histonas suelen estar cargadas positivamente debido a los grupos amino presentes en los residuos de lisina y arginina. Estas cargas positivas ayudan y afianzan la interacción con las cargas negativas de los grupos fosfato del esqueleto carbonado del ADN. La acetilación, una reacción que se produce corrientemente en la célula, neutraliza las cargas positivas de las histonas, convirtiendo las aminas en amidas y reduciendo así la capacidad de las histonas para unirse al ADN. Esta reducción de la afinidad de unión permite la expansión de la cromatina y así la transcripción genética de esa región cromosómica.
Las histona acetiltransferasas (HATs) y las histona deacetilasas (HDACs) son reclutadas a sus promotores diana por medio de una interacción física con un factor de transcripción específico de secuencia. Normalmente suelen llevar a cabo su función dentro de un complejo multimolecular en el que son necesarias otras subunidades para llevar a cabo la modificación de los nucleosomas alrededor del sitio de unión. Estas enzimas también pueden modificar otros factores en lugar de histonas.